# Galería de arte contemporáneo Te Uru
La Galería de arte contemporáneo Te Uru, generalmente conocida como Te Uru, y anteriormente llamada como Casa-Galería Lopdell es una galería de arte contemporáneo localizada en Titirangi, Auckland. La galería en su inauguración en 1986 originalmente se localizaba dentro de la Casa Lopdell.

## Construcción
La galería ubicada en la Casa Lopdell cerró en 2012 para la construcción de una nueva galería personalizada, diseñada por Mitchell & Stout Architects, la cual fue inaugurada el 1 de noviembre de 2014. La construcción recibió una buena recepción de la crítica y fue galardonada en los Premios de Arquitectura de Auckland de 2015 en las categorías de edificios públicos y patrimonio, y en los Premios de Arquitectura de Nueva Zelanda de 2015 en la categoría de edificios públicos.

## Cambio de nombre
El nombre de la galería hace referencia a la frase en maorí "Te Hau un Uru", la cual significa "viento del oeste", esta frase hace alusión a las corrientes de aire por las que es conocido Waitakere. El nombre fue escogido en consulta con los iwi locales Te Kawerau ā Maki.
El director inaugural de Te Uru fue Andrew Clifford, quién fue nombrado en 2013 y sigue desempeñando el cargo.

## Exhibiciones
Te Uru organiza anualmente los Portage Ceramic Awards, el premio más importante de Nueva Zelanda en el área de la cerámica. Varios conservadores externos han realizado proyectos independientes en Te Uru y en la Casa-Galería Lopdell, entre los que se incluye a Ron Brownson, Karl Chitham, Moyra Elliot, Douglas Lloyd-Jenkins, Haru Sameshima, Peter Simpson, Linda Tyler e Ian Wedde. Damian Skinner fue conservador de las exposiciones Hattaway, Schoon Walters: Locura y Modernismo (1997) y Steve Rumsey y el Movimiento del Club de la Cámara 1948-64 (2003). Las grandes exhibiciones realizadas desde la reapertura de la galería en 2004 incluyen HaPoom, de Seung Yul Oh, Janet Lilo: Actualización de Estado, y El Mundo Modelo, de Judy Millar.